# Грубер, Крейг
Крейг Грубер (англ. Craig Gruber; 22 июня 1951, Кортленд, штат Нью-Йорк — 5 мая 2015, Джэксонвилл, штат Флорида) — американский бас-гитарист. Играл в группах Elf, Rainbow, Bible Black, Black Sabbath, Gary Moore, The Rods, Ozz, Ninja.

## Музыка

### Elf
В начале 1973 года Ронни Джеймс Дио приглашает Крейга Грубера в свою группу Elf на должность бас-гитариста. Должность эта освободилась после того, как Дио решил сосредоточиться только на вокале. Грубер играл в группе Elf до её расформирования (в связи с переходом в Rainbow четверых музыкантов) в феврале 1975 года. С его участием были записаны два альбома.

### Rainbow
Первые выступления Rainbow начались ещё до официального ухода Блэкмора из Deep Purple. Они укрепили решимость Блэкмора покинуть Deep Purple. «Я вновь стал получать удовольствие от игры», — скажет он впоследствии. «Эльфийский» состав Rainbow записал только один альбом — Ritchie Blackmore’s Rainbow. Блэкмор остался недоволен пластинкой и ещё до официального выхода в августе 1975-го уволил всех, кроме Дио: сперва Грубера, затем Дрискола и Соула. По словам Мики Ли Соула, причиной тому был не недостаток мастерства, а личные мотивы Блэкмора. В мировое турне Rainbow отправились с Джимми Бэйном, Тони Кэйри и Кози Пауэлом.
В начале января 1977 года Блэкмор внезапно увольняет Бэйна. В течение недолгого времени Грубер репетировал с Rainbow, но басистом стал не он, а Марк Кларк.

### Black Sabbath
В конце 1970-х в группе Black Sabbath началась кадровая чехарда. В конце 1977 года уходит Оззи Осборн, его место занимает Дэвид Уокер, но ненадолго, так как в январе Оззи вновь возвращается, но к концу 1978 года уходит окончательно. В 1979 году группа продолжает деятельность с новым вокалистом — Ронни Джеймсом Дио. А через некоторое время группу ненадолго покидает другой основатель — Гизер Батлер. Группа в тот момент записывала альбом Heaven and Hell. В качестве замены вначале был выбран Джефф Николс, но в итоге группа остановила свой выбор на Грубере. Николс остался в группе в качестве клавишника. Батлер вскоре возвращается в группу, записывает все басовые партии для альбома. Поэтому записей Black Sabbath c Грубером не существует.
Существует информация, согласно которой Грубер является соавтором песни «Die Young», однако её не подтверждают музыканты Black Sabbath.

### Bible Black
В начале 80-х Грубер и Дрискол основали группу Bible Black, куда также входили Джефф Фенхольт и Эндрю Макдоналд. Группа выпустила два альбома.

### Gary Moore
В 1983 году бас-гитарист Нил Мюррэй уходит в Whitesnake. Для записи альбома Гэри Мур нанимает Боба Дэйсли и Мо Фостера, а в турне отправляется уже с Крейгом Грубером. Грубер играл у Мура с января по июль 1984 года и по окончании турне был заменён Бобом Дэйсли.

### The Rods
Группа The Rods основана ещё одним музыкантом Elf Дэвидом Файнштейном в 1979 году. Грубер становится басистом группы в 1986 году и играет в ней до самого распада в 1987 году. С его участием был записан альбом Heavier Than Thou.

## Смерть
Скончался 6 мая 2015 года в Джексонвилле, штат Флорида, от рака простаты.